# Рекехо
Рекехо (исп. Requejo) — муниципалитет в Испании, входит в провинцию Самора в составе автономного сообщества Кастилия и Леон. Муниципалитет находится в составе района (комарки) Санабрия. Занимает площадь 46,15 км². Население — 171 человек (на 2010 год). Расстояние до административного центра провинции — 120 км. Рельеф муниципалитета в основном гористый, с долиной реки Рекехо. Высота территории колеблется от 940 до 1843 метров.

## История
В средние века Рехеко входил в состав Королевства Леон. В XII веке, после обретения Португалией независимости от королевства Леон, Рекехо из-за своего географического положения постоянно страдал от конфликтов между двумя королевствами за контроль над этой приграничной территорией. Ситуация стабилизировалась только в начале XIII века. В новое время Рехеко входил в провинцию Тьеррас-дель-Конде-де-Бенавенте, а в 1833 году он стал частью провинции Самора исторической области Леон.

## Население
В результате растущей механизации сельского хозяйства и, как следствие, безработицы в сельской местности, население муниципалитета неуклонно сокращается начиная с 1950-х годов.
| Год  | Численность | Численность   |
| ---- | ----------- | ------------- |
| 2001 | 194         | [ 9 ]         |
| 2002 | 189         | [ 10 ]        |
| 2004 | 164         | [ 11 ]        |
| 2005 | 164         | [ 12 ]        |
| 2006 | 177         | [ 13 ]        |
| 2007 | 169         | [ 14 ]        |
| 2008 | 169         | [ 15 ]        |
| 2009 | 165         | [ 16 ]        |
| 2010 | 171         | [ 17 ]        |
| 2011 | 173         | [ 18 ]        |
| 2012 | 181         | [ 19 ]        |
| 2013 | 156         | [ 20 ]        |
| 2014 | 155         | [ 21 ]        |
| 2015 | 156         | [ 22 ]        |
| 2016 | 149         | [ 23 ]        |
| 2017 | 139         | [ 24 ]        |
| 2018 | 146         | [ 25 ] [ 26 ] |
| 2019 | 156         | [ 27 ]        |
| 2020 | 149         | [ 28 ]        |
| 2021 | 141         | [ 29 ]        |
| 2022 | 130         | [ 30 ]        |
| 2023 | 118         | [ 31 ]        |
| 2024 | 111         | [ 5 ]         |

## Туризм
Рекехо расположен на дороге Сантьяго-Санабрес, являющейся ответвлением пути Святого Иакова на паломническом маршруте в Сантьяго-де-Компостела. Муниципалитет также известен своим природным наследием, в частности древним тисовым лесом под названием Эль-Техедело (исп. El Tejedelo), расположенным в окрестностях города и включённым как объект общественного значения в сеть Натура 2000. В нём насчитывается более ста тисов, возраст которых превышает тысячу лет, а самые крупные имеют 8 метров в периметре и достигают 13 метров в высоту. Через лес проходит туристическая пешая тропа со смотровыми площадками.
На небольшом холме, с которого открывается вид на город, расположена приходская церковь Сан-Лоренцо. Лаврентий Римский, которому посвящён данный храм, считается покровителем Рекехо. На противоположной стороне находится скит Девы Марии Гваделупской с фасадом в стиле барокко. Он был построен в 1733 году, а в 1988 году была проведена его комплексная реставрация после разрушений, полученных в годы гражданской войны в Испании.

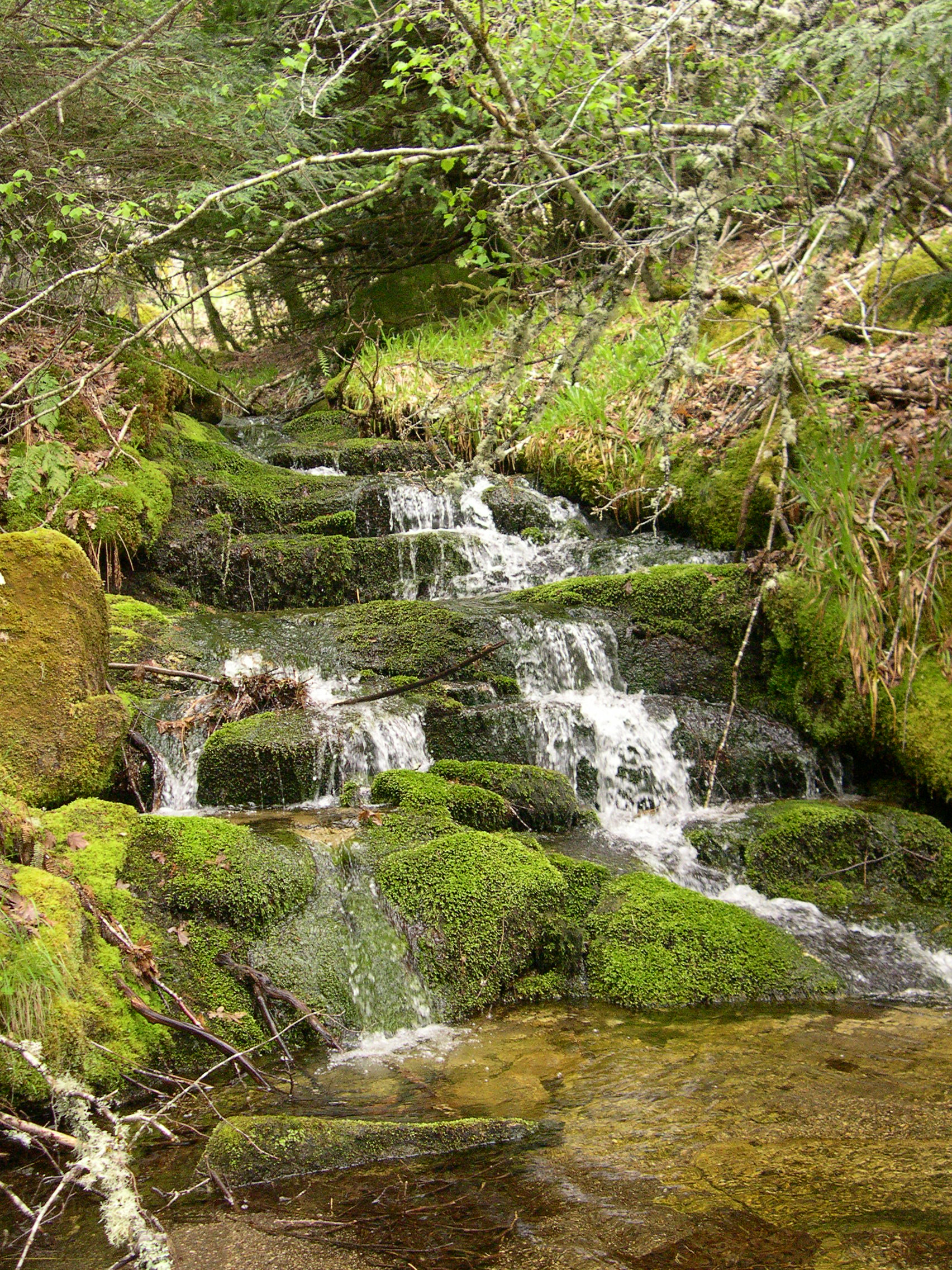
Эль-Техедело
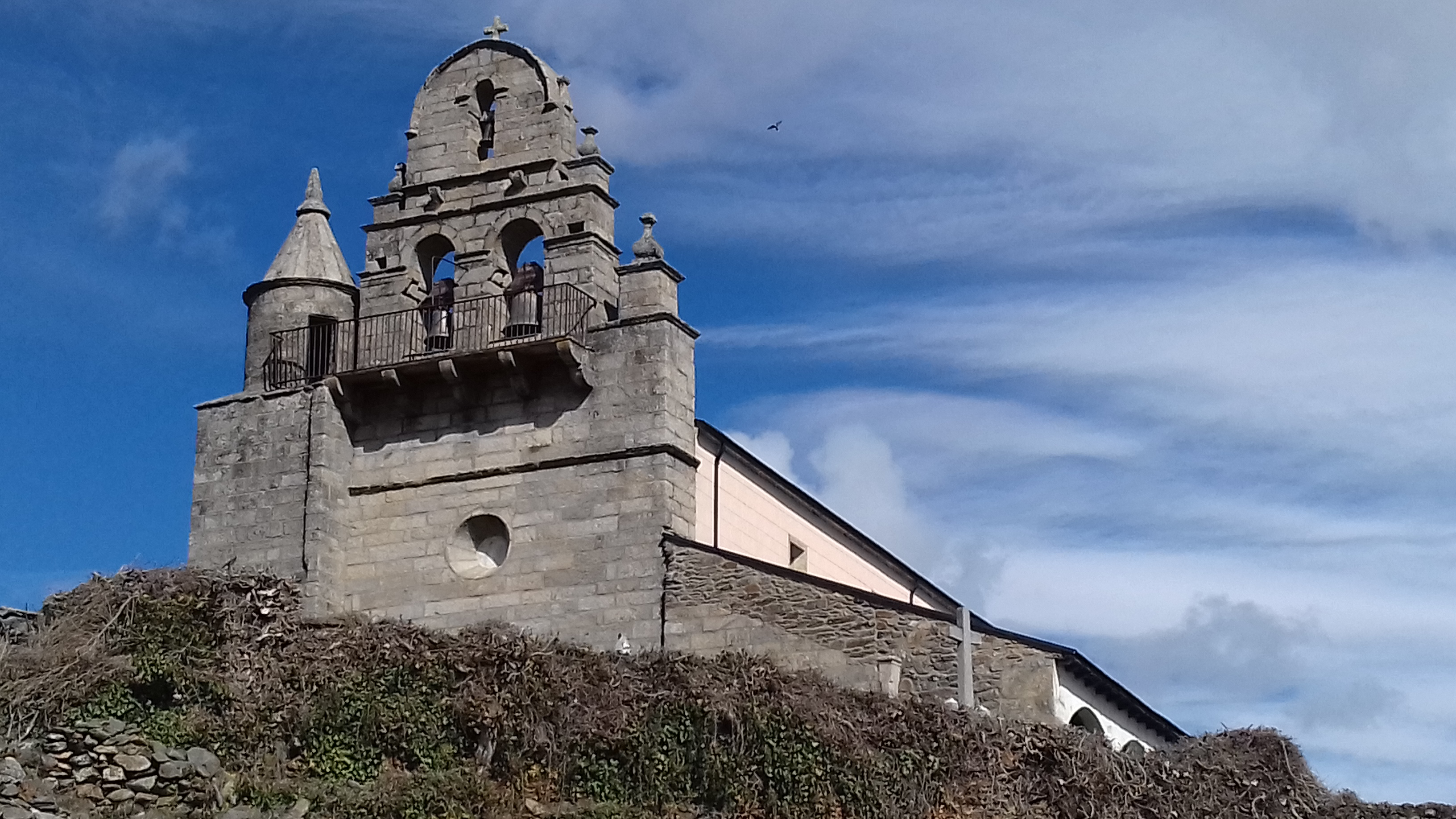
Церковь Сан-Лоренцо
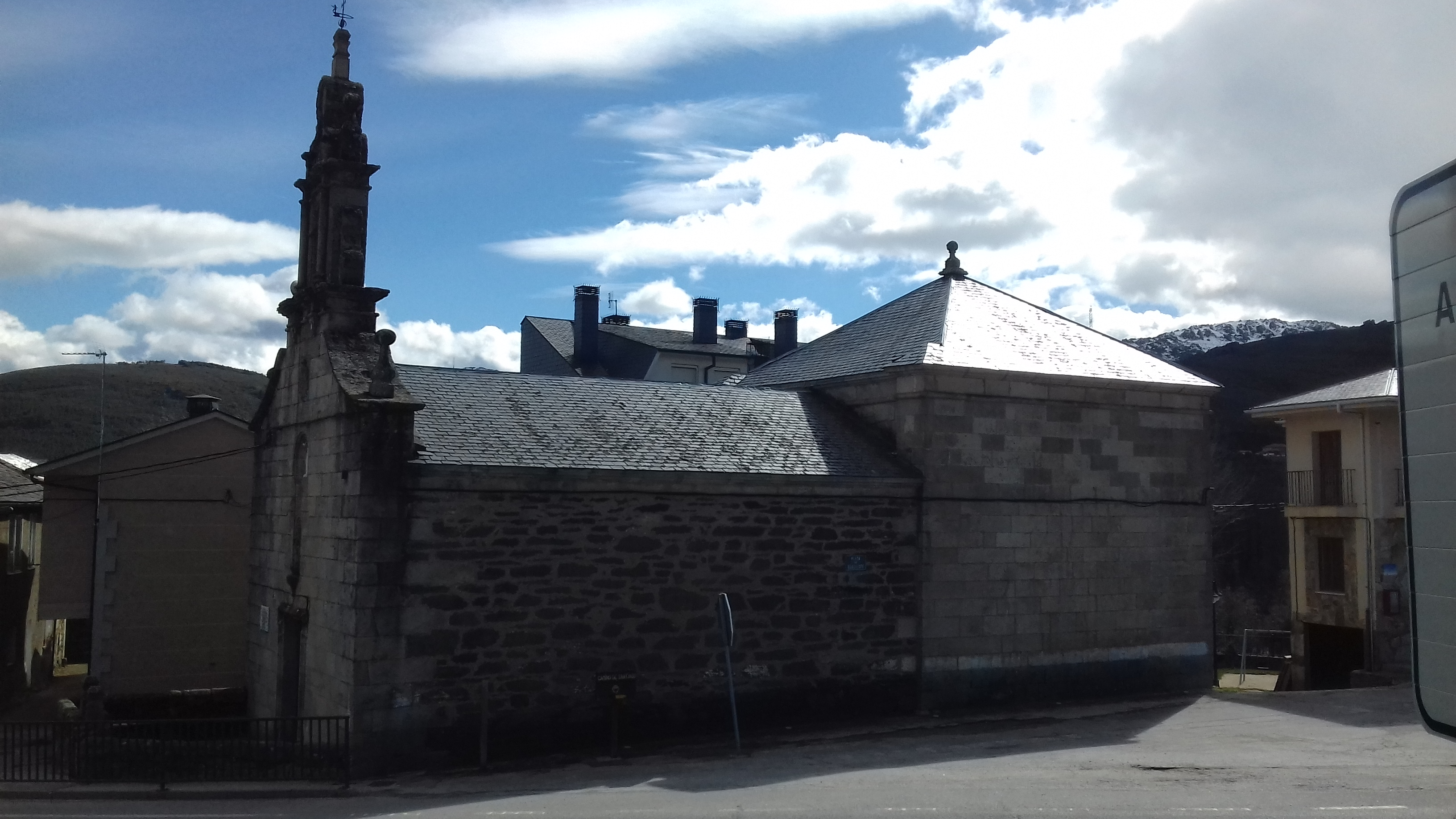
Скит Девы Марии Гваделупской